# Große Grüne Reneklode

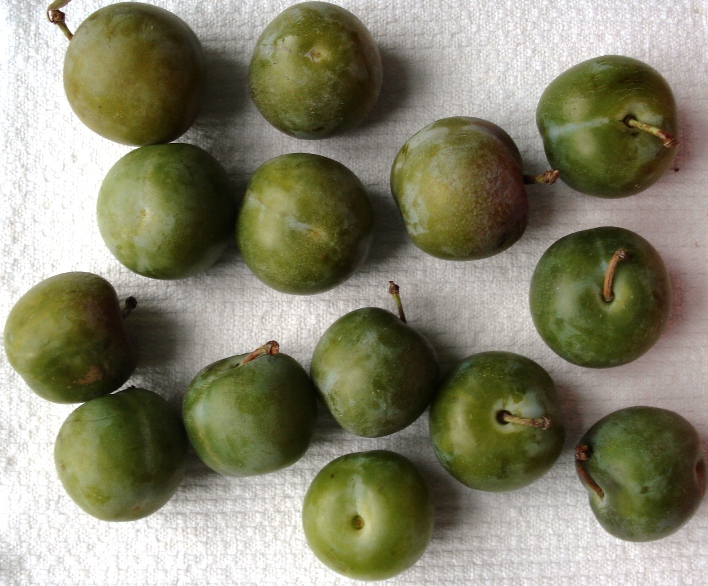
Früchte von 'Große Grüne Reneklode'

Die Große Grüne Reneklode ist eine Sorte der Reneklode (Prunus domestica subsp. rotunda).
Die Mitte August bis Anfang September reifenden, runden, grüngelben und bereiften Früchte erreichen eine Größe bis ca. 4,5 cm. Das gelbe Fruchtfleisch ist süß und wohlschmeckend. Die Früchte – die als die besten aller Renekloden gelten – werden entweder frisch verzehrt, konserviert oder zu Kompott gekocht.
Die Große Grüne Reneklode ist eine sehr alte Sorte, deren genaue Herkunft und Entstehung unbekannt ist – als Entstehungsgebiete werden Syrien oder Armenien vermutet – seit Mitte des 15. Jahrhunderts ist die Sorte in Frankreich bekannt.
Der selbststerile Baum wächst mittelstark und bildet breite Kronen.
Die Sorte ist sehr weit verbreitet, wird meist in Hausgärten angebaut, findet sich jedoch häufig direkt vermarktet auf Märkten.
Aus einem Sämling der Großen Grünen Reneklode entstand zwischen 1850 und 1860 'Graf Althanns Reneklode'.